# Seznam žijících katolických biskupů Česka
Toto je seznam žijících katolických biskupů a arcibiskupů České republiky. Jsou rozděleni podle diecézí. Nejsou zahrnuti biskupové pobývající na území Česka, ale jsoucí mimo diecézní struktury, tj. zejména apoštolský nuncius v České republice (od roku 2022 jím je arcibiskup J. T. Okolo).

## Arcidiecéze pražská

Jan Graubner Arcibiskup od 2022
Dominik kardinál Duka Emeritní arcibiskup 2010-2022
Václav Malý Pomocný biskup od 1996
Zdenek Wasserbauer Pomocný biskup od 2018
Karel Herbst Emeritní pomocný biskup 2002–2016

## Arcidiecéze olomoucká

Josef Nuzík Arcibiskup od 2024
Antonín Basler Pomocný biskup od 2017
Josef Hrdlička Emeritní pomocný biskup 1990–2017

## Diecéze českobudějovická

Vlastimil Kročil Biskup od 2015
Pavel Posád Pomocný biskup od 2008

## Diecéze královéhradecká

Jan Vokál Biskup od 2011
Prokop Brož Pomocný biskup od 2025
Josef Kajnek Emeritní pomocný biskup 1992-2023

## Diecéze litoměřická

Stanislav Přibyl Biskup od 2024
Jan Baxant Emeritní biskup 2008-2024

## Diecéze plzeňská

Tomáš Holub Biskup od 2016
František Radkovský Emeritní biskup 1993–2016

## Diecéze brněnská

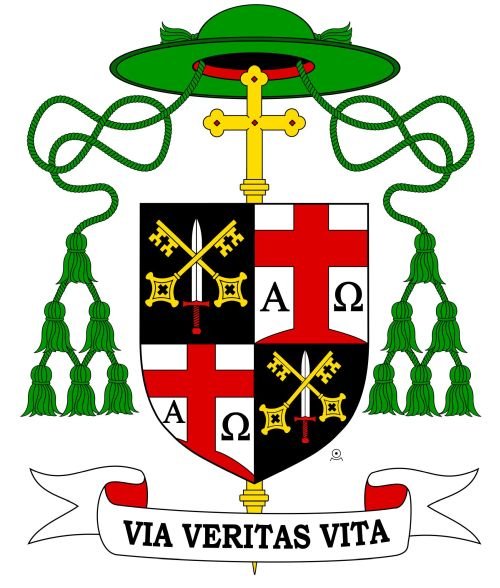
Pavel Konzbul Biskup od 2022
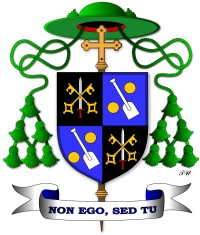
Vojtěch Cikrle Emeritní biskup 1990-2022

## Diecéze ostravsko-opavská

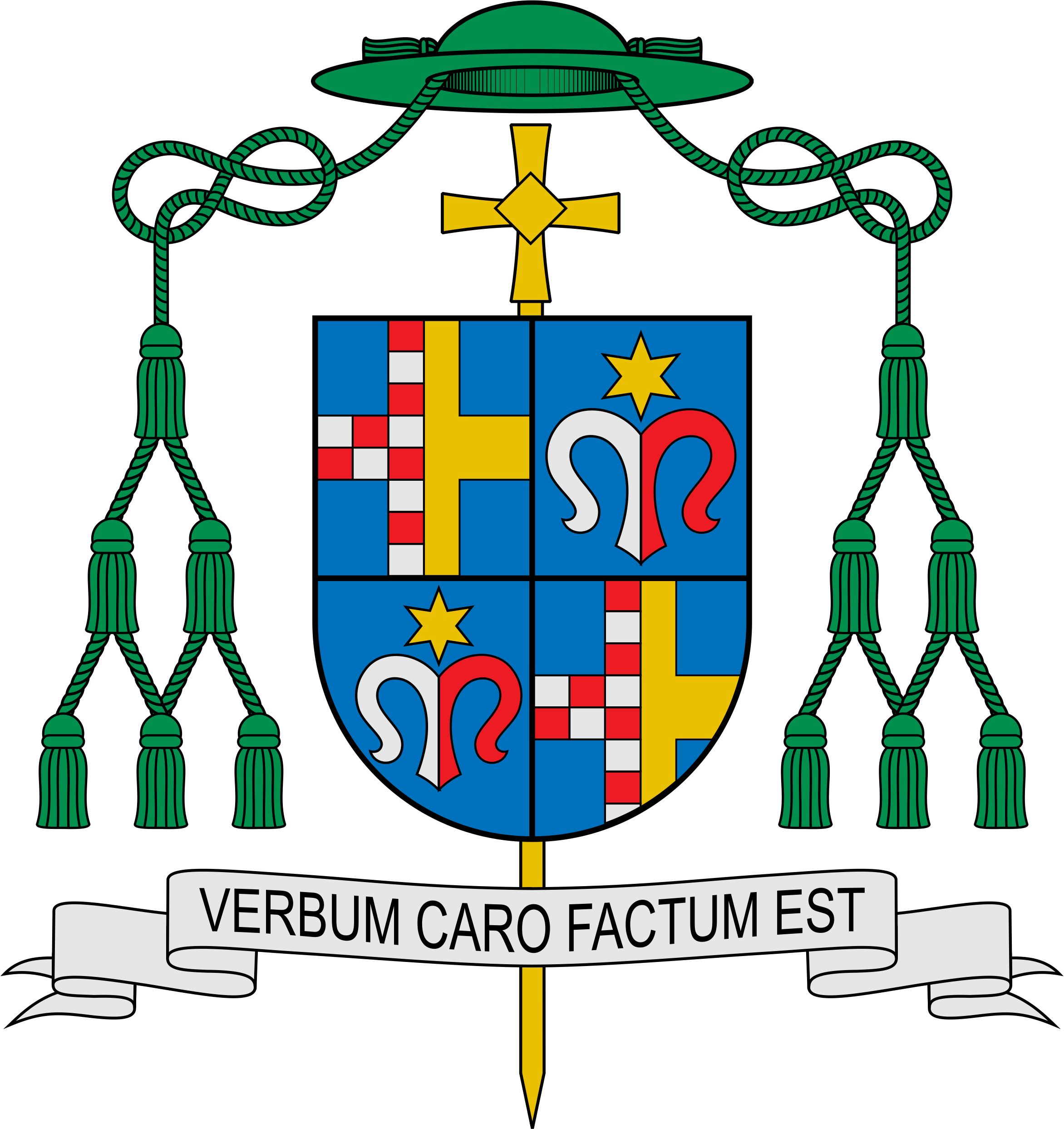
Martin David Biskup od 2023

## Apoštolský exarchát v ČR
vakance